# Brazenhill
Brazenhill – wieś w Anglii, w hrabstwie Staffordshire. Leży 7 km na południowy zachód od miasta Stafford i 200 km na północny zachód od Londynu.